# Kapka Kassabova
Kapka Kassabova (bulgare : Капка Касабова), né en novembre 1973 à Sofia, est une poétesse et autrice de fiction et de non-fiction. Sa langue maternelle est le bulgare, mais elle écrit en anglais.

## Biographie
Kapka Kassabova est née et a grandi à Sofia, en Bulgarie. Elle étudie au Collège français de Sofia. Après avoir quitté la Bulgarie avec sa famille à la fin de son adolescence, elle vit en Nouvelle-Zélande pendant douze ans où elle étudie la littérature française, russe et anglaise et l'écriture dans les universités d'Otago et de Victoria, et publie ses premiers livres de poésie et de fiction. Elle a déménage en Écosse en 2005. Après un certain nombre d'années à Édimbourg, elle s'installe dans les Highlands d'Écosse.

## Carrière
Son premier recueil de poésie All roads lead to the sea remporte un NZ Montana Book Award et son premier roman Reconnaissance remporte le Commonwealth Writers' Prize for Asia Pacific en 2000.
En 2008, Kassabova publie un récit autobiographique Street Without a Name, qui est présélectionné pour le Dolmann Club Travel Book Award et que Misha Glenny dans The Guardian qualifie de « profonde méditation sur la profondeur du changement déclenchée par les événements de 1989 dans toute l'Europe de l'Est ». Le journal Scotland on Sunday l'a décrit comme « un morceau mémorable d'écriture où les événements sont relayés par l'œil d'un romancier. Avec ses détails très humoristiques de la vie de famille proche et la représentation évocatrice et parfois presque spirituelle d'une époque perdue et d'un pays changé à jamais, ce livre rappelle les écrits d'Isabel Allende ».
En 2017, son livre de non-fiction Border: A Journey to the Edge of Europe , traduit en français sous le titre Lisière: un voyage aux confins de l'Europe, est traduit dans une quinzaine de langues. « Une étude courageuse et émouvante de la frontière tragique entre la Grèce, la Bulgarie et la Turquie », il est décrit dans The Sunday Times comme « un livre exceptionnel sur les frontières sombres et souvent magiques de la Bulgarie ». Mark Mazower le décrit dans The Guardian comme « un livre merveilleux dans une partie magique du monde », Teddy Jamieson en parle comme « le mystère... est au cœur du livre, le mystère des points marginaux et des marginaux ». The Economist décrit le livre comme plein d'esprit, poignant et érudit, « [il] met clairement en lumière l'histoire cachée ». Caroline Moorhead dans New Statesman le salue est comme « une histoire puissante et opportune d'immigration, d'amitié et de voyage », « un livre exceptionnel, un récit de voyage et d'écoute attentive, et il apporte quelque chose de tout à fait nouveau à la littérature montante sur l'histoire de migration moderne ».
En 2020, elle publie To the lake: a Balkan Journey of War and Peace, traduit en français sous le titre L’Écho du lac, qui retrace un voyage personnel sur les traces de sa famille autour des lacs d'Orhid et de Prespa. Ce voyage est l'occasion de confronter l'histoire familiale et amicale à l'histoire et la géopolitique des trois pays : la Macédoine du Nord, l'Albanie et la Grèce.

## Prix
- Prix Nicolas-Bouvier attribué lors du festival Étonnants Voyageurs 2020 pour "Lisière".
- Prix du meilleur livre étranger - Non fiction 2021 pour L'Écho du lac (traduit de l'anglais par Morgane Saysana).

## Livres
- Lisière : un voyage aux confins de l'Europe, Marchialy, 2020 (ISBN 979-10-95582-50-2)
- L’Écho du lac, Marchialy, 2021
- Elixir : dans la vallée à la fin des temps, Marchialy, 2024  (ISBN 978-2-38134-041-8)[12]